# Teatro Gil Vicente

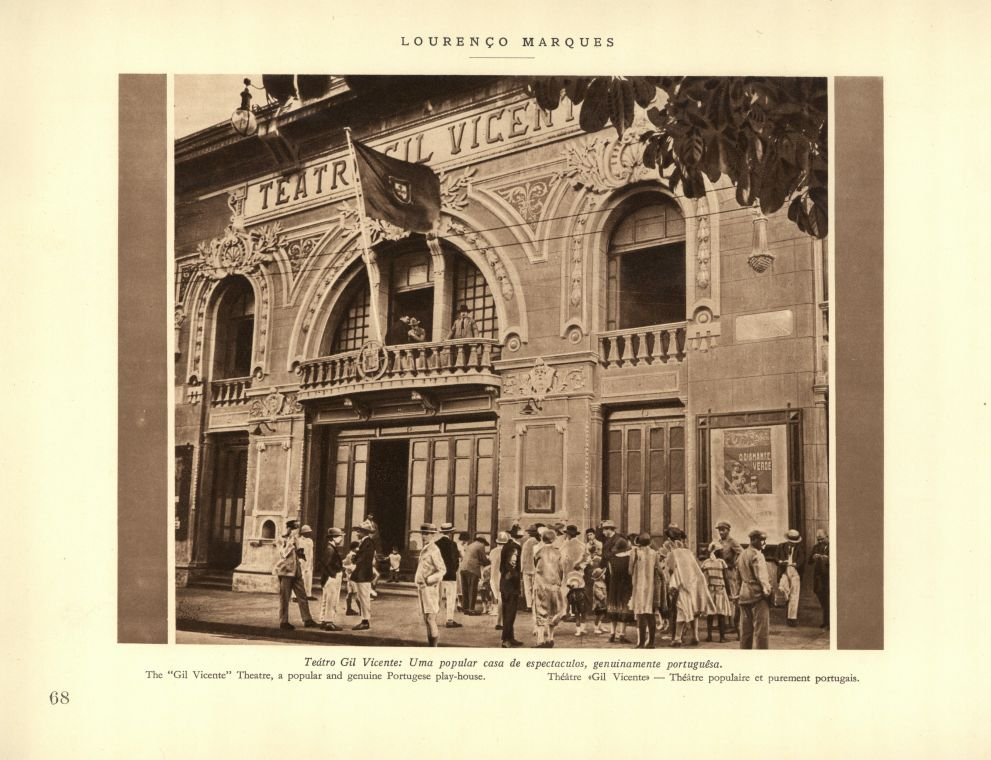
Teatro Gil Vicente (1913–1931)

Das Teatro Gil Vicente ist ein denkmalgeschützter Gebäudekomplex im Zentrum der mosambikanischen Hauptstadt Maputo an der Avenida Samora Machel. Ursprünglich als Theater eröffnet, diente es lange Zeit als Kino, bis es heute nur noch als Bar, Konzertraum und Tanzlokal fungiert.

## Geschichte
Am 8. November 1913 eröffnete der aus Bragança stammende Manuel Augusto Rodrigues an der Stelle ein Theater mit dem Namen Gil Vicente, der als einer der bekanntesten portugiesischer Dramatiker gilt. Das Theater besaß ein Fassungsvermögen für 1000 Personen. 1931 brannte es bei einem Feuer ab.
1933 wurde das Gebäude neu gebaut, verantwortlich waren Nuno Gama und Francisco Caldeira Cabral. Sie entwarfen ein Theater im Art-déco-Stil mit einer klassischen Theaterfassade, das heißt, eine flache Fassade mit Platz für die Ankündigung nächster Stücke. Zwischen den beiden doppeltürigen Eingänge befindet sich die Kasse für die Eintrittskarten.
Der Betrieb des Theaters, beziehungsweise späteren Kinos, funktionierte auch nach der Unabhängigkeit Mosambiks; es diente unter anderem für die Verbreitung der FRELIMO-Propaganda-Filme. 1990 privatisierte der mosambikanische Staat u. a. auch alle Kinos, es wurde vom portugiesischen Konzern Lusomundo unterhalten. 2006/07 stellte das Kino seinen Betrieb ein, Lusomunso beklagte aufgrund der steigenden Verbreitung des Fernsehens massive Zuschauerverluste. Heute ist das Gebäude außer Funktion und wird nur gelegentlich genutzt, unter anderem für die Jubiläumsausstellung der Cervejaria de Moçambique. 2013 kaufte die Stadt Maputo das Gebäude Lusomundo für 2,9 Millionen US-Dollar ab, es soll ein städtisches Kulturzentrum entstehen. Im kleinen Nebenhaus des Kinos installierte sich Mitte der 2000er eine Bar und Tanzlokal mit dem Namen „Gil Vicente“, es gehört heute zu den Institutionen des Nachtlebens von Maputo.
Seit 2011 befindet sich das Gebäude in der Vorauswahl für eine Denkmalliste der Stadt Maputo. In der portugiesischen Denkmaldatenbank Sistema de Informação para o Património Arquitectónico, die auch Denkmale ehemaliger portugiesischer Kolonien umfasst, ist das Gebäude mit der Nummer 31722 eingetragen.